# トプシー・ターヴィー
『トプシー・ターヴィー』（Topsy-Turvy）は、マイク・リー監督・脚本による1999年のミュージカルドラマ映画である。W・S・ギルバートとアーサー・サリヴァンが1884年から1885年までの15か月間で『ミカド』を完成させる過程が描かれる。ギルバートをジム・ブロードベント、サリヴァンをアラン・コーデュナーが演じる。
アカデミー賞では4部門にノミネートされ、メイクアップ賞と衣裳デザイン賞を獲得した。

## あらすじ
1884年、ロンドン。それまで数々の人気喜歌劇を手掛けてきたギルバートとサリヴァンだったが、期待の最新作は“マンネリ”と厳しい評価を受けてしまう。サリヴァンはもう喜歌劇の作曲に情熱を失い、芸術性の高い正歌劇へ志向し、コンビは解散の危機に陥る。サリヴァンを何とか引き留めたいギルバートではあったが、彼もまた自らの創作活動に行き詰まりを感じていた。そんなある日、ギルバートは妻の執拗な誘いに負け、当時万博で大評判を呼んでいた日本展に足を運ぶ。彼はそこでこれまでに見たこともない異質な文化に触れ、『ミカド』の着想を得るのだった。

## キャスト
- ジム・ブロードベント - W・S・ギルバート
- ロン・クック（英語版） - リチャード・ドイリー・カー（英語版）
- アラン・コーデュナー（英語版） - アーサー・サリヴァン
- エレノア・デヴィッド（英語版）
- デクスター・フレッチャー
- ヴィンセント・フランクリン（英語版）
- レスリー・マンヴィル
- ティモシー・スポール
- マーティン・サヴェッジ（英語版）
- ドロシー・アトキンソン
- ルイーズ・ゴールド（英語版）
- シャーリー・ヘンダーソン
- ケヴィン・マクキッド
- ウェンディ・ノッティンガム
- キャシー・サラ
- アンディ・サーキス
- トーゴ・イガワ
- 森尚子
- マイケル・シムキンズ（英語版）
- スキー・スミス（英語版）
- アシュリー・ジェンセン（英語版）
- サム・ケリー（英語版）
- ブリッド・ブレナン（英語版）

## 製作
撮影は1998年6月29日にロンドンのスリー・マイルズ・スタジオで始まり、10月24日に鑑賞した。

## 評価
2008年に『エンパイア』が発表した歴代の偉大な映画500本では481位となった。

### 受賞とノミネート
| 映画祭・賞                   | 部門                  | 対象                                           | 結果       |
| ---------------------------- | --------------------- | ---------------------------------------------- | ---------- |
| アカデミー賞                 | 脚本賞                | マイク・リー                                   | ノミネート |
| アカデミー賞                 | 衣裳デザイン賞        | リンディ・ヘミングス                           | 受賞       |
| アカデミー賞                 | メイクアップ賞        | クリスティン・ブランデル、トレフォー・プラウド | 受賞       |
| アカデミー賞                 | 美術賞                | イヴ・スチュワート、ジョン・ブッシュ           | ノミネート |
| 英国アカデミー賞             | 英国作品賞            | 『トプシー・ターヴィー』                       | ノミネート |
| 英国アカデミー賞             | 主演男優賞            | ジム・ブロードベント                           | ノミネート |
| 英国アカデミー賞             | 助演男優賞            | ティモシー・スポール                           | ノミネート |
| 英国アカデミー賞             | オリジナル脚本賞      | マイク・リー                                   | ノミネート |
| 英国アカデミー賞             | メイクアップ&ヘアー賞 | クリスティン・ブランデル                       | 受賞       |
| ヴェネツィア国際映画祭       | 金獅子賞              | マイク・リー                                   | ノミネート |
| ヴェネツィア国際映画祭       | 男優賞                | ジム・ブロードベント                           | 受賞       |
| ニューヨーク映画批評家協会賞 | 作品賞                | 『トプシー・ターヴィー』                       | 受賞       |
| ニューヨーク映画批評家協会賞 | 監督賞                | マイク・リー                                   | 受賞       |